# I Can't Dance
I Can't Dance este un single al formației rock engleze Genesis, lansat în iulie 1992 și a patra piesă de pe albumul We Can't Dance.